# Bugallon
Bugallon is een gemeente in de Filipijnse provincie Pangasinan op het eiland Luzon. Bij de laatste census in 2007 had de gemeente ruim 62 duizend inwoners.

## Geschiedenis
De gemeente Bugallon heette vroeger Salasa. In de Spaanse tijd was het stadscentrum in barangay Polong. Later werd het centrum verplaatst naar haar huidige locatie.

## Geografie

### Bestuurlijke indeling
Bugallon is onderverdeeld in de volgende 24 barangays:
| - Angarian - Asinan - Banaga - Bacabac - Bolaoen - Buenlag - Cabayaoasan - Cayanga - Gueset - Hacienda - Laguit Centro - Laguit Padilla | - Magtaking - Pangascasan - Pantal - Poblacion - Polong - Portic - Salasa - Salomague Norte - Salomague Sur - Samat - San Francisco - Umanday |

## Demografie
Bugallon had bij de census van 2007 een inwoneraantal van 62.237 mensen. Dit zijn 4.792 mensen (8,3%) meer dan bij de vorige census van 2000. De gemiddelde jaarlijkse groei komt daarmee uit op 1,11%, hetgeen lager is dan het landelijk jaarlijks gemiddelde over deze periode (2,04%).